# Karl Heinrich Dzondi
Karl Heinrich Dzondi (25. září 1770 Oberwinkel – 1. června 1835 Halle (Saale)) byl německý lékař.

## Život
Dzondi inklinoval v mládí k teologii a 30. dubna 1799 získal magisterský titul z filozofie na Wittenberské univerzitě. Téhož roku se stal asistentem na filozofické fakultě. Odešel studovat medicínu do Würzburgu a Vídně.
Po návratu do Saska, roku 1804, byl na veřejné náklady poslán do zahraniční na studijní cestu. Roku 1807 se stal ředitelem witteberské porodnické kliniky. V roce 1811 jej zaměstnala univerzita v Halle jako řádného profesora a ředitele chirurgické kliniky.
V roce 1813 musel místo opustit kvůli podezření ze sympatií k Francouzům. Založil si v Halle úspěšnou chirurgickou kliniku. V tomto městě zůstal až do své smrti, pouze odjížděl na vědecké cesty a přednášet na univerzitu v Greifswaldu.

## Dílo
- Ueber Verbrennungen…, 1816, 1825
- Erinnerung an die festlichen Tage der dritten Stiftungsfeyer der Akademie zu Wittenberg
- De faciliori ac tutiori lithotomiae instituendae calculique eximendi methodo, Halle, 1829
- Halis Saxonum, Halle 1827
- Summos In Medicina Et chirurgia Honores Viro Praenobilissimo Et Doctissimo Isaaco Petro Larpent ... Medicinae Candidato Et Practico Hafniae Postquam Dissertationem De Vi Cutis Absorbente Publico Examini Subiecerat Die XX. Mens. Octobr. MDCCCXXVII Solenni Ritu Collatos Indicit. Inest: Pathologiae systematis pituitarii brevis Adumbratio